# El estudiante (John Katzenbach)
El estudiante es una novela de suspenso policial escrita por John Katzenbach. Debido al éxito que tienen las novelas de John Katzenbach en España y Latinoamérica decidió publicar y lanzar esta novela primero en el idioma español en dichos territorios en 2014. Un año más tarde en 2015 se publicó la versión en inglés.
La historia es acerca de Timothy Moth Warner, un alcohólico en rehabilitación y estudiante de posgrado quien junto con su exnovia intentan resolver un asesinato. Mientras luchan contra sus demonios interiores, los dos jóvenes se irán internando en un territorio oscuro y desconocido, habitado por una mente tortuosa y vengativa que no cejará ante nada para lograr su objetivo.

## Sinopsis
Timothy Moth Warner trata de mantenerse alejado del alcohol al tiempo que intenta alternar sus clases de posgrado en  la Universidad de Miami para poder ir a las reuniones de un grupo de autoayuda para adictos. Su tío, Ed, es un psiquiatra y alcohólico rehabilitado y él es su gran apoyo moral. Moth se preocupa porque Ed no ha ido a la reunión de autoayuda y se dirige a la consulta de su tío y lo encuentra muerto en medio de un charco de sangre. Aparentemente, se ha disparado en la sien y la policía lo considera un suicidio y da el caso por cerrado.
Moth está convencido de que su tío fue asesinado. Dolorido y con la firme decisión de encontrar al criminal, busca apoyo en la única persona en la que puede confiar: Andrea Andy Martine, su exnovia a la que no ve desde hace cuatro años. Pese a una situación traumática que acaba de pasar Andy, esta decide ayudar a Moth a encontrar al asesino de su tío.

## Argumento

### Primera parte:Conversaciones entre difuntos[4]
Timothy Moth Warner es un joven de 23 años que tiene una adicción al alcohol y es un estudiante de doctorado en Historia en la Universidad de Miami. Su tío Ed es quien lo ayuda a mantenerse sobrio cada día debido a que él es un alcohólico rehabilitado que lleva muchos años sin beber. Moth llama a su tío y deciden que se verán en la reunión de Alcohólicos Anónimos. Cuando inicia la reunión Moth mencionó que Ed podría llegar algo tarde porque este tenía un paciente que atender en su consulta de psiquiatría. Sin embargo Ed nunca llega a la reunión por lo que al momento de terminar, Moth decide ir a la consulta de su tío para ver si estaba allí. Su gran sorpresa fue descubrir a su tío tirado en el suelo en medio de un charco de sangre. Inmediatamente llama a la policía, quienes determinan que la causa de muerte fue un disparo auto-provocado en la sien, por lo que cierran el caso.
Moth cae en una depresión debido a la muerte de su tío y empieza a beber de nuevo. Cuando se recupera decide llamar a Andrea Andy Martine, su exnovia a la que no ve desde hace cuatro años, con intenciones de pedirle ayuda para resolver el misterio de la muerte de Ed. Luego de una salida y varias charlas con Moth, Andy acepta ayudarlo.
El estudiante cinco, un psicólogo que no alcanzó a graduarse debido a un ataque de locura que lo llevó a estar un año encerrado en un manicomio y a ser expulsado de la facultad de medicina, acababa de festejar su venganza contra cuatro de sus excompañeros de la facultad y ahora estaba preparando su venganza final contra Jeremy Hogan, un profesor que hizo posible que el estudiante cinco fuera expulsado de la facultad de medicina y reclutado en un manicomio.
Tras una larga investigación, Andy y Moth se dan cuenta de que la muerte de Ed pudo haber sido un asesinato por venganza cuando se enteran de que cuatro excompañeros de la facultad de Ed fueron asesinados. Deciden entrevistar a Jeremy Hogan con el propósito de descubrir en que problemas se pudo haber metido Ed en la facultad para que alguien le guardara rencor y decidiera vengarse veinte años más tarde. En el momento en que Andy y Moth están en la casa de Hogan, el estudiante cinco lo mata disparándole con un rifle de alto alcance y en ese momento Andy da un grito que deja confundido al estudiante cinco. 

### Segunda parte:¿Quién es el gato? ¿Quién es el ratón?[6]
Tras estar en duda si había alguien en la casa de Hogan, el estudiante cinco decide averiguar llamando al diario que estuvo en el momento en que los policías acudieron a la escena del crimen, y la representante que lo atiende le da los nombres de Timothy y Andrea.
El estudiante cinco se decide a armar un nuevo plan de asesinato, esta vez no por venganza, sino para silenciar a Andy y Moth debido a que estos estaban investigando acerca de la muerte de una de sus víctimas. Moth y Andy dándose cuenta de que se estaban adentrando en un lugar peligroso deciden pedirle ayuda a la fiscal Susan Terry quien fue la encargada del caso de Ed. Susan insiste que la muerte de Ed fue un suicidio, pero más tarde, con pruebas que posee Moth, Susan se convence de que la muerte de Ed en realidad es un asesinato y decide ayudarlos a atrapar al criminal utilizando sus ventajas como fiscal para averiguar datos sobre personas.
El estudiante cinco, al enterarse de la participación de Susan Terry en ayudar a Moth y Andy a descubrirlo, decide tenderle una trampa denunciándola por consumo de cocaína y así su jefe la suspende un mes completo y con condición de que vaya a reuniones de ayuda para adictos. Tras obtener el nombre y la ubicación del estudiante, gracias a que este fue a tomar clases de piano con la mamá de Andy y al hacer que cayera su identificación la madre de Andy pudo ver quien era este hombre y se lo informa más tarde a su hija. Los tres deciden ir a donde se encuentra el estudiante para enfrentarlo. Al momento de llegar, este les había puesto una trampa en la casa, lo que le daba tiempo para huir, y Susan resulta gravemente lastimada.
Moth, con enojo y frustración, no se rinde y decide buscar mediante otros medios al asesino de su tío, lo cual logra dar con este de nuevo y decide ir solo con Andy a enfrentarlo. Tras una rápida preparación, Moth logra estar cara a cara con el asesino de su tío. Dentro de la casa del estudiante cinco, Moth hace un interrogatorio al estudiante, el cual responde con toda sinceridad las preguntas. Ante una distracción de Moth, el estudiante se le enfrenta intentando quitarle el arma con la que le estaba apuntando. Luego de una confrontación, Andy logra separarlos y Moth decide dispararle. Luego de lograr recomponerse y limpiar un poco el lugar para no dejar evidencias, Andy y Moth abandonan el lugar.
Al llegar de nuevo a Miami, Moth le cuenta todo a Susan la cual le da algunos consejos para que la policía nunca lo atrape. Susan recupera su empleo y deshace toda evidencia de todo lo ocurrido en la casa del estudiante cinco. Moth y Susan vuelven a las reuniones de autoayuda para adictos.
En una conversación con su madre, Andy da a entender que tal vez podría volver a la universidad y empezar a salir con Moth de nuevo.

## Premios y reconocimientos
Desde su publicación, esta novela ha recibido comentarios y opiniones positivas por la prensa alrededor del mundo.

El escritor G. Robert Frazier, en la conferencia internacional de escritores Killer Nashville comentó:
El el autor de superventas del New York Times, John Katzenbach conoce como entrar a la cabeza de las personas ya sea por la psique de sus personajes o la mente de los lectores. Su nueva novela, El estudiante, es un ejemplo perfecto... Cada personaje batalla con sus limitaciones internas y defectos, agregando definitivamente una profundidad emocional y complejidad en el camino... Katzenbach de manera experta incrementa la tensión entretejiendo la lógica retorcida del verdadero culpable. El resultado es un tapiz intrigante de juegos psicológicos del gato y el ratón que los lectores no podrán dejar de leer.
Entre los premios y reconocimientos de la obra se encuentran:
- Top 10 de libros de misterio y thriller por Publishers Weekly en el otoño de 2015.
- En octubre de 2015 fue reconocido como el mejor libro del mes en Amazon en la categoría de misterio, thriller y suspenso.
- Finalista para el Silver Falchion Award como mejor novela en conferencia internacional de escritores Killer Nashville en 2015.

### Obras similares
- El psicoanalista
- Un asunto pendiente
- La historia del loco
- Un final perfecto
- Juicio final